# Воєнний злочин

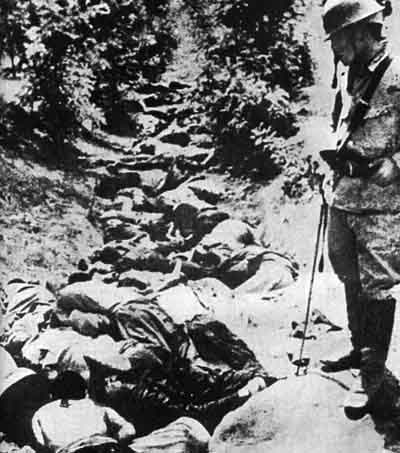
Китай, 1938 р. Рів, наповнений китайськими громадянами, вбитими японськими солдатами.

Воє́нний зло́чин (англ. war crime) — грубе порушення законів та звичаїв війни.
Збірне поняття у міжнародному праві, що об'єднує групу серйозних порушень правил ведення бойових дій («закону війни») та норм і принципів міжнародного гуманітарного права, що вчиняється умисно або через грубу необережність.
Воєнний злочин є одним з міжнародно-правових злочинів (злочинів за загальним міжнародним правом), до яких також належать злочин геноциду, злочини проти людяності та злочин агресії.

## Правове визначення та історія виникнення терміна
Більшість науковців дотримуються думки, що вперше цей термін виник у 2 пол. XIX сторіччя, а саме у 1864 році, коли було прийнято Женевську конвенцію про поліпшення долі поранених і хворих воїнів в діючих арміях, та ряд інших документів, що регламентували правила ведення бойових дій. Також необхідно зазначити що вперше правила регламентування та обмеження методів ведення бойових дій з'явилися ще в III тисячолітті до н. е. в Єгипті, а надалі і в інших державах.
Таким чином, виникнення поняття воєнних злочинів прямо пов'язано із гуманізацією війни шляхом формування законів та звичаїв війни — обмеження способів та методів її ведення через заборону певних видів зброї та набоїв, які завдавали непотрібних страждань, обмеження кола осіб та об'єктів, які могли бути об'єктом нападу. Зверталася також особлива увага на поводження із самими військовими, особливо тими, які вже не могли брати участь у воєнних діях (полонені, поранені).
Першим сучасним джерелом міжнародного гуманітарного права, де вказано на порушення законів та звичаїв війни як на дії, що мають переслідуватись у судовому порядку, хоч і без переліку таких дій, став Версальський мирний договір 1919 року, який зафіксував закінчення Першої світової війни. Відповідно до статті 228 Договору німецький уряд визнав за союзними та об'єднаними державами право їх військових судів на притягнення до відповідальності осіб, які підозрюються у вчиненні дій, що суперечать законам та звичаям війни.
Наступним поштовхом для значного розвитку поняття воєнних злочинів стала Друга світова війна, по завершенню якої світ вперше побачив систему воєнних міжнародних трибуналів. 1945 року країнами-переможцями було ініційовано створення першого міжнародного воєнного трибуналу в місті Нюрнберг, який і дав назву однойменному процесу над керівниками гітлерівської Німеччини. У статті 6 Статуту Міжнародного воєнного трибуналу, прийнятого 8 серпня 1945 року, вперше перелічено міжнародно-правові злочини: злочини проти миру, воєнні злочини та злочини проти людяності. Воєнним злочином відповідно до Статуту визнавалось порушення законів та звичаїв війни, такі як: вбивство, катування чи взяття у рабство чи для інших цілей цивільного населення окупованої території; вбивство чи катування військовополонених чи осіб, які знаходяться у морі; вбивство заручників; пограбування державної чи приватної власності; безглузде знищення міст чи сіл; розорення, не виправдане військовою необхідністю, та інші злочини.
Базуючись на положеннях Статуту згодом були сформульовані так звані Нюрнберзькі принципи, відповідно до яких:
1. Будь-яка особа, яка здійснила будь-яку дію, що відповідно до міжнародного права вважається злочином, несе за такі дії відповідальність і має бути покарана.
2. Та обставина, що відповідно до національного права не встановлено покарання за будь-яку дію, що відповідно до міжнародного права вважається злочином, не звільняє особу, яка його вчинила, від відповідальності за міжнародним правом.
3. Та обставина, що будь-яка особа, яка здійснила дію, що відповідно до міжнародного права вважається злочином, діяла як голова держави чи відповідальна посадова особа уряду, не звільняє таку особу від відповідальності за міжнародним правом.
4. Та обставина, що будь-яка особа діяла на виконання наказу свого уряду чи начальника, не звільняє таку особу від відповідальності за міжнародним правом, якщо свідомий вибір був фактично для неї можливим.
5. Кожна особа, яка обвинувачується в скоєнні міжнародно-правового злочину, має право на справедливий розгляд своєї справи на підставі фактів та права.

## Перелік воєнних злочинів
Найширший перелік воєнних злочинів наведено в Статуті Міжнародного кримінального суду (далі — «Римський статут»), що по суті консолідує більшість актуальних порушень міжнародного гуманітарного права, закріплених низкою міжнародних конвенцій та міжнародним звичаєвим правом. За джерелами порушуваних норм можна умовно виділити такі три групи порушень:
1. Грубі порушення (‘grave breaches’) Женевських конвенцій від 12 серпня 1949 року та Першого додаткового протоколу до Женевських конвенцій 1949 року від 8 червня 1977 року.
2. Інші серйозні порушення законів та звичаїв війни, що застосовуються до міжнародних збройних конфліктів, базуючись на зобов'язаннях, передбачених Гаазькою декларацією 1899 року, Постановами Четвертої Гаазької Конвенції 1907 року, Женевським протоколом 1925 року про заборону застосування на війні задушливих, отруйних чи інших подібних газів та бактеріологічних засобів, Гаазької конвенції 1954 року про захист культурних цінностей у випадку збройного конфлікту та протоколів до неї, Конвенції про права дитини 1989 року, Конвенції про захист персоналу ООН та пов'язаного з нею персоналу 1994 року, Статуту Міжнародного кримінального трибуналу по колишній Югославії.
3. Інші серйозні порушення законів та звичаїв війни, що застосовуються до неміжнародних збройних конфліктів, базуючись на положеннях чотирьох Женевських конвенцій 1949 року та Другого додаткового протоколу 1977 року, Протоколу 1999 року до Гаазької конвенції 1954 року про захист культурних цінностей у випадку збройного конфлікту, Конвенції про права дитини 1989 року, Конвенції про захист персоналу ООН та пов'язаного з нею персоналу 1994 року, Статутів Міжнародних трибуналів по Руанді та колишній Югославії, Статуту Спеціального Суду по Сьєра Ліоне.

Таким чином, відповідно до Римського статуту воєнними злочинами є:
1.        Грубі порушення Женевських конвенцій від 12 серпня 1949 року, а саме будь-які із діянь проти осіб чи майна, що користуються міжнародним захистом, які застосовуються до міжнародних збройних конфліктів [стаття 8 (2) (a) Римського статуту]:
- умисне вбивство;
- тортури чи нелюдське поводження, включаючи біологічні експерименти;
- умисне завдання сильних страждань чи заподіяння важких тілесних ушкоджень;
- незаконне, безглузде та значне за обсягами знищення чи привласнення майна, що не викликане воєнною необхідністю;
- примушування військовополоненого чи іншої особи, яка користується міжнародним захистом, служити у збройних силах ворожої сторони;
- умисне позбавлення військовополоненого чи іншої особи, яка користується міжнародним захистом, права на справедливий та звичайний судовий процес;
- незаконне обмеження свободи;
- взяття заручників.

2.        Інші серйозні порушення законів та звичаїв війни, що застосовуються до міжнародних збройних конфліктів [стаття 8 (2) (b) Римського статуту]:
- умисний цілеспрямований напад на цивільне населення чи окремих цивільних осіб, які не беруть безпосередньої участі у воєнних діях;
- умисний напад на цивільні об'єкти, тобто об'єкти, які не є воєнними цілями;
- цілеспрямоване завдавання ударів по персоналу, об'єктам, матеріалам, підрозділам чи транспортним засобам, задіяним у наданні гуманітарної допомоги чи місії по підтриманню миру відповідно до Статуту ООН, поки вони мають право на захист, яким користуються цивільні особи чи цивільні об'єкти за міжнародним правом збройних конфліктів;
- умисне здійснення нападу, коли відомо, що такий напад стане причиною випадкової загибелі чи травмування цивільних осіб чи завдаватиме шкоди їх майну, цивільним об'єктам чи спричинить загальну, довготривалу та серйозну шкоду навколишньому середовищу, що не можна буде пояснити конкретною чи очікуваною воєнною перевагою внаслідок таких дій в цілому;
- напад на незахищені та такі, що не є воєнними цілями, міста, села, жилі приміщення чи будівлі чи їх обстріл із застосування будь-яких засобів;
- вбивство чи поранення комбатанта, який склавши зброю чи не маючи більше засобів захисту, здався у полон;
- неналежне використання прапору тимчасового перемир'я або переговорів (білого прапору), національного прапору чи військових відзнак та форми ворожої сторони чи ООН, а також емблем, передбачених Женевськими конвенціями, що призвело до загибелі людей чи завдання їм тяжких тілесних ушкоджень;
- пряме або непряме переміщення окупаційною державою частини її власного цивільного населення на окуповану нею територію, чи депортація або переміщення частини чи всього населення окупованої території як в межах відповідної території, так і за її межі;
- умисне завдавання ударів по будівлях, що мають релігійне, освітнє, культурне, наукове чи благодійне призначення, історичним пам'яткам, госпіталях та місцях зосередження хворих та поранених, за умови, що вони не є воєнними цілями;
- завдання особам, які підпорядковані ворожій стороні, фізичних травмувань чи проведення над ними медичних чи наукових експериментів будь-якого виду, які не виправдані необхідністю медичного, стоматологічного чи іншого лікування відповідної особи і не здійснюються в її інтересах, і які спричиняють смерть чи серйозно загрожують здоров'ю такої особи чи осіб;
- підступне вбивство чи поранення осіб, які є громадянами протилежної сторони конфлікту чи представниками ворожої армії;
- заява про те, що пощади нікому не буде;
- знищення або захоплення ворожого майна за винятком випадків, коли таке знищення або захоплення викликане воєнною необхідністю;
- заява про відміну, призупинення чи недопустимість в суді прав та позовів громадян протилежної сторони;
- примушування громадян протилежної сторони до участі у воєнних діях проти їх власної держави, навіть, якщо вони знаходились на службі воюючої сторони до початку війни;
- пограбування міста чи населеного пункту навіть, якщо він захоплений штурмом;
- застосування отрути чи отруєної зброї;
- застосування задушливих, отруйних чи інших газів та будь-яких аналогічних рідин, матеріалів чи засобів;
- застосування куль, які легко розриваються чи сплющується в тілі людини, таких, як оболончаті кулі, тверда оболонка яких не покриває всю серцевину чи має надрізи;
- застосування зброї, боєприпасів та техніки, а також використання таких методів ведення війни, які спричиняють надмірні пошкодження чи непотрібні страждання, чи мають не вибіркову дію, що порушує норми міжнародного права збройних конфліктів, за умови, що така зброя, боєприпаси, техніка та методи ведення війни є забороненими та зазначені у відповідному додатку до Статуту шляхом застереження із врахуванням положень, викладених у статтях 121 та 123 Статуту;
- зазіхання на людську гідність, в тому числі ставлення, що ображає чи принижує людську гідність;
- зґвалтування, навертання в сексуальне рабство, примушування до проституції, примусова вагітність в розумінні пункту 2 «f» статті 7, примусова стерилізація та будь-які інші види сексуального насильства, що є грубими порушеннями Женевських конвенцій;
- використання присутності цивільної особи чи іншої особи, яка користується міжнародним захистом, для захисту від воєнних дій певних пунктів, районів чи збройних сил;
- умисне завдавання ударів по будівлях, матеріалах, медичних закладах та транспортних засобах, а також персоналу, який використовуює відповідно до міжнародного права відзнаки, встановлені Женевськими конвенціями;
- умисне вчинення дій, які піддають цивільне населення голоду, як способу ведення війни шляхом позбавлення його предметів, необхідних для виживання, включаючи умисне створення завад для допомоги, як це передбачено Женевськими конвенціями;
- набір чи вербування дітей віком до п'ятнадцяти років до складу національних збройних сил чи їх використання для активної участі у збройних діях.

3.        У випадку збройного конфлікту не міжнародного характеру серйозні порушення статті 3 спільної для чотирьох Женевських конвенцій від 12 серпня 1949 року, а саме будь-які з наведених нижче дій проти осіб, які не беруть активної участі у воєнних діях, включаючи учасників збройних сил, які склали зброю та не здатні брати подальшої участі у воєнних діях внаслідок хвороби, поранень, затримання чи з будь-якої іншої причини [стаття 8 (2) (с) Римського статуту]:
- насильство над життям та особистістю, зокрема вбивство будь-якого виду, завдання тілесних ушкоджень, жорстке поводження та тортури;
- приниження людської гідності, зокрема принизливе та образливе ставлення;
- взяття заручників;
- винесення вироку та здійснення покарання без попереднього винесення судового рішення, прийнятого звичайний судом, із дотриманням всіх процесуальних прав обвинуваченого.

4.  Інші серйозні порушення законів та звичаїв війни, які застосовуються до збройного конфлікту не міжнародного характеру [стаття 8 (2) (e) Римського статуту]:
- умисне цілеспрямоване завдавання ударів по цивільному населенню, а також умисний напад на окремих цивільних осіб, які не беруть безпосередньої участі у воєнних діях;
- умисне завдавання ударів по будівлях, матеріалах, медичних закладах та транспортних засобах, а також персоналу, який використовує відповідно до міжнародного права відзнаки, встановлені Женевськими конвенціями;
- цілеспрямоване завдавання ударів по персоналу, об'єктах, матеріалах, підрозділах чи транспортних засобах, задіяних у наданні гуманітарної допомоги чи місії по підтриманню миру відповідно до Статуту ООН, поки вони мають право на захист, яким користуються цивільні особи чи цивільні об'єкти за міжнародним правом збройних конфліктів;
- умисне завдавання ударів по будівлях, що мають релігійне, освітнє, культурне, наукове чи благодійне призначення, історичних пам'ятках, госпіталях та місцях зосередження хворих та поранених, за умови, що вони не є воєнними цілями;
- пограбування міста чи населеного пункту, навіть, якщо він захоплений штурмом;
- зґвалтування, навертання в сексуальне рабство, примушування до проституції, примусова вагітність в розумінні пункту 2 «f» статті 7, примусова стерилізація та будь-які інші види сексуального насильства, що є грубими порушеннями Женевських конвенцій;
- набір чи вербування дітей віком до п'ятнадцяти років до складу національних збройних сил чи їх використання для активної участі в збройних діях;
- видання наказів про переміщення цивільного населення з причин, пов'язаних з конфліктом, якщо тільки це не вимагається задля забезпечення безпеки відповідних осіб чи крайня необхідність воєнного характеру;
- підступне вбивство чи поранення комбатанта ворожої сторони;
- заява про те, що пощади нікому не буде;
- завдання особам, які підпорядковані ворожій стороні, фізичних травмувань чи проведення над ними медичних чи наукових експериментів будь-якого виду, які не виправдані необхідністю медичного, стоматологічного чи іншого лікування відповідної особи і не здійснюються в її інтересах, і які спричиняють смерть чи серйозно загрожують здоров'ю такої особи чи осіб;
- знищення або захоплення ворожого майна, за винятком випадків, коли таке знищення або захоплення викликане воєнною необхідністю.

## Ознаки воєнних злочинів
До найголовніших ознак воєнних злочинів можна віднести наступні:
1) Об'єктивна сторона даних дій вчиняється під час та безпосередньо пов'язана зі збройним конфліктом
2) Вчинення дій, що вважаються грубим порушенням норм міжнародного гуманітарного права:
- дії, що вчиняються мають грубо потурати норми міжнародного гуманітарного права, які знайшли своє відображення у Женевських конвенціях 1949 року, Додаткових протоколів до них 1977 р., Гаазьких конвенціях 1899 та 1907 р., та ще деяких НПА, що встановлюють перелік воєнних злочинів, а також грубе порушення звичаїв міжнародного гуманітарного права
- такі дії повинні грубо потурати найважливіші принципи міжнародного гуманітарного права
- такі дії будуть визнаватися воєнними злочинами незалежно від їх наслідків

3) Такі дії, за загальним правилом, мають вчинятися комбатантами (тобто особами що володіють правом вести бойові дії від імені держави та уповноважені на це нею) або особами, які володіють правом їм наказувати вчиняти певні дії
4) Перелік об'єктів, що можуть бути ціллю протиправного зазіхання закріплені в нормах міжнародного гуманітарного права та користуються його захистом
5) Суб'єктивною стороною даних протиправних дій є умисел чи груба необережність.
Окрім того, воєнні злочини характеризуються такими обов'язковими ознаками (елементами):
- подія, яка призвела до правопорушення, сталася у зв'язку чи у контексті збройного конфлікту;
- порушник усвідомлював фактичні обставини, які визначили наявність збройного конфлікту.

Для оцінки наявності зазначених вище ознак:
- не має значення юридична оцінка порушником наявності збройного конфлікту чи визначення його характеру як міжнародного чи не міжнародного;
- так само не має значення усвідомлення порушником фактів, що визначили характер конфлікту як міжнародний чи не міжнародний;
- вимагається лише усвідомлення порушником фактичних обставин, які визначили наявність збройного конфлікту.

## Сфера застосування
Воєнні злочини відповідно до Римського статуту поділяються на дві групи: (i) злочини, які застосовуються у випадку збройного конфлікту міжнародного характеру, тобто конфлікту, де сторонами є держави, та (ii) збройного конфлікту не міжнародного характеру, тобто конфлікту всередині однієї держави, де сторонами конфлікту є регулярні війська, збройні сили, правоохоронні органи держави з однієї сторони та організовані, тобто які перебувають під центральним командуванням, збройні формування з іншої сторони.
Варто зазначити, що відповідно до Римського статуту [стаття 8 (2) (d), (f) Статуту], ті його положення, які стосуються конфліктів не міжнародного характеру, не застосовуються до внутрішніх короткочасних заворушень, порушень громадського порядку чи окремих актів насилля, чи інших аналогічних за природою подій. Таким чином, зазначені положення Римського статуту будуть застосовуватись виключно за умови тривалого збройного конфлікту між урядовими збройними та правоохоронними силами та організованими збройними групами чи між такими групами.
Натомість, починаючи з другої половини ХХ століття, збройні конфлікти почали набувати характеру так званих гібридних конфліктів або гібридних війн, коли фактичні учасники конфлікту офіційно не декларують себе, ані як агресор, ані як сторона, що обороняється, а досягають своїх інтересів через пряму або частіше непряму підтримку організованих збройних формувань з протилежними інтересами всередині окремої держави. У такому разі відповідний конфлікт слід аналізувати в комплексі всіх можливих аспектів міжнародного гуманітарного права, а порушення законів та звичаїв війни, якщо такі мали місце, в контексті кожної окремо взятої ситуації.
Застосування поняття воєнного злочину своєю чергою не залежить від формального визнання державою, на території якої відбувається збройний конфлікт, стану війни чи іншого виду збройного конфлікту, адже значення мають саме фактичні обставини та стан речей, за яких відбуваються події, які оцінюються з точки зору їх можливої кваліфікації як воєнних злочинів.
Невизначеність щодо характеру конфлікту як міжнародного чи не міжнародного характеру може бути принциповою зокрема в частині визначення статусу та порядку поводження із полоненими у такому конфлікті. Так, у випадку конфлікту міжнародного характеру полонені мають статус військовополонених із усіма гарантіями, передбаченими міжнародним гуманітарним правом, які, відповідно, за умови відсутності в їх діях ознак воєнних злочинів, не можуть притягуватись до кримінальної відповідальності за самий лише факт участі у такому конфлікті, а можуть лише утримуватися у полоні до моменту закінчення конфлікту або можуть бути відпущенні під обіцянку не приймати подальшої у ньому участі. Натомість за умови конфлікту не міжнародного характеру учасники організованих збройних формувань, які виступають проти урядових сил, нестимуть кримінальну відповідальність відповідно до національного законодавства, передбачену за такі дії (незаконне поводження зі зброєю, зазіхання на життя, насильницька зміна чи повалення конституційного ладу тощо).

## Відповідальність за вчинення воєнних злочинів. Строк позовної давності відносно воєнних злочинів
Сьогодні міжнародне гуманітарне право встановлює не лише особисту, а й командну відповідальність за воєнні злочини. Командир певного військового об'єднання несе відповідальність за порушення його підлеглими норм міжнародного гуманітарного права  у тому випадку, якщо він володів інформацією про можливість вчинення ними правопорушень, проте не приклав зусиль для їх попередження чи припинення згідно статті 86 І протоколу до Женевських конвенцій 1949 року.
На сучасному етапі розвитку міжнародного права термін давності не може бути застосовним до воєнних злочинів та злочинів проти людства та людяності, що закріплено у Конвенції ООН «Про незастосування строку давності до воєнних злочинів і злочинів проти людства» від 1968 року та Конвенції держав-учасниць Ради Європи «Про незастосування строків давності до злочинів проти людяності та воєнних злочинів».
Кровопролитні локальні конфлікти та подальше продовження виявлення фактів геноциду, воєнних злочинів та злочинів проти людяності змусило міжнародну спільноту у 1998 році скликати у Римі Дипломатичну конференцію ООН з питань створення постійно діючого міжнародного кримінального суду. 17 липня 1998 року 120 держав підписали Римський статут, яким передбачалося створення такого органу, за яким було у 2002 році створено незалежну від ООН, функціонуючу за рахунок держав-учасниць, добровільних внесків країн та благодійницьких коштів. Місцем розташування суду стала Гаага, Нідерланди. Проте багато країн, що грають важливу роль в міжнародних відносинах не підписали (Китай, Індія, Індонезія, Пакистан) або не ратифікували (наприклад: Росія, США, Україна)  його.
Тим не менш варто зазначити, що у сучасному міжнародному праві кримінальна відповідальність індивідів за воєнні злочини ґрунтується не лише на положеннях міжнародних договорів (передовсім Римський статут) та інших міжнародних документах (статути МКТЮ, МКТР), але має статус звичаєвої норми, що склалася через розповсюджене усвідомлення, які саме дії вважаються неприпустимими протягом воєнного конфлікту. До останніх можна зокрема віднести грубі порушення Женевських конвенцій 1949 року та Першого протоколу. Із цього випливає, що нестача договірної чи законодавчої бази сама по собі не внеможливлює притягнення до відповідальності воєнних злочинців, хоч і може породити серйозні практичні складнощі.

## Кримінальний кодекс України та воєнні злочини
Українське законодавство не містить визначення поняття «воєнний злочин», який у вжитку часто плутають з «військовим злочином»[джерело?], тобто злочином проти встановленого порядку несення військової служби, передбаченим Розділом XIX Кримінального кодексу України (ККУ). Попри відсутність законодавчого визначення воєнних злочинів, деякі з тих, що передбачені ККУ, є саме воєнними, а не військовими, злочинами, а саме:
- насильство над населенням у районі воєнних дій (стаття 433 ККУ);
- погане поводження з військовополоненими (стаття 434 ККУ);
- незаконне використання символіки Червоного Хреста, Червоного Півмісяця, Червоного Кристала та зловживання ними (стаття 435 ККУ);
- мародерство (стаття 432 ККУ).

Мародерство відповідно до Кримінального кодексу України має значно вужче застосування у порівнянні із тим, яке йому надають Женевські конвенції та відповідно Римський статут. Так, за українським законом мародерство це — викрадення на полі бою речей, що знаходяться при вбитих чи поранених, тоді як відповідно до Римського статуту мародерство це заволодіння будь-яким майном без згоди його власника для особистого користування.
Універсальна норма саме щодо воєнних злочинів міститься у Розділі ХХ ККУ. Так, відповідно до статті 438 ККУ «Порушення законів та звичаїв війни» вважається злочином — жорстоке поводження з військовополоненими або цивільним населенням, вигнання цивільного населення для примусових робіт, розграбування національних цінностей на окупованій території, застосування засобів ведення війни, заборонених міжнародним правом, інші порушення законів та звичаїв війни, що передбачені міжнародними договорами, згода на обов'язковість яких надана Верховною Радою України, а також віддання наказу про вчинення таких дій. Покарання за такі дії передбачене у вигляді позбавлення волі на строк від восьми до дванадцяти років [частина 1 статті 438 ККУ]. Якщо такі діяння були поєднані з умисним вбивством, то застосовується покарання у вигляді позбавлення волі на строк від десяти до п'ятнадцяти років або довічного позбавлення волі [частина 2 статті 438 ККУ].

## Воєнні злочини в контексті агресії Російської Федерації проти України
В умовах триваючого міжнародного воєнного конфлікту між Росією та Україною, що розпочався з окупації Криму в березні 2014 року та згодом був доповнений збройним протистоянням між українськими добровольцями, Збройними силами України, підрозділами Міністерства внутрішніх справ України та Служби безпеки України, з одного боку, та російськими озброєними формуваннями та контрольованими Росією незаконними озброєними формуваннями, з іншого, на території деяких районів Донецької та Луганських областей (в тому числі містах Донецьк та Луганськ) — події і правопорушення, що мали місце впродовж цього конфлікту, мають оцінюватись крізь призму Женевських конвенцій та міжнародного гуманітарного права.[джерело?]
Окремо слід зазначити, що 17 квітня 2014 року Уряд України подав заяву до Міжнародного кримінального суду відповідно до статті 12(3) Римського статуту, визнавши юрисдикцію Суду щодо ймовірних злочинів, скоєних на території України протягом періоду з 21 листопада 2013 року по 22 лютого 2014 року. У квітні 2014 року Прокурор Суду, пані Фату Бенсуда, відкрила попереднє вивчення ситуації відповідно до встановленої процедури, а саме чи відповідає ситуація в Україні встановленим Римським статутом критеріям для відкриття провадження.
8 вересня 2015 року Уряд України подав другу заяву, визнавши юрисдикцію Суду щодо ймовірних злочинів, вчинених на території України, починаючи вже з 20 лютого 2014 року і надалі. Таким чином, Прокурор Суду має встановити чи поширюється юрисдикція Суду на події, що мали місце в Україні протягом вказаного періоду, та чи є серед таких подій, такі, що можуть кваліфікуватись як злочини відповідно до Римського статуту.
Під час пандемії коронавірусної хвороби були виявлені масові приховування, замовчування і викривлення інформації про поширення коронавірусу з боку окупаційної влади «ЛНР», фактів захворювання людей на COVID-19 на тимчасово окупованій території. Дані факти були кваліфіковані прокуратурою за статтею 438 (порушення законів та звичаїв війни) Кримінального кодексу України.

### Воєнні злочини на території України, що мали найбільший розголос
- Убивство п'ятидесятників у Слов'янську
- Убивство Володимира Рибака
- Убивство Степана Чубенка
- Збиття Boeing 777 біля Донецька
- Обстріли Маріуполя 24 січня 2015
- Обстріли Краматорська 10 лютого 2015
- Обстріл зупинки «Донгірмаш» у Донецьку
- Теракт під Волновахою 13 січня 2015
- Вбивство військового медика Миколи Іліна і наруга над тілом загиблого
- Воєнні злочини під час війни Росії проти України, окремо — підрив Каховської ГЕС

## Матеріали
- Репецький В. М., Лисик В. М. Поняття та ознаки воєнних злочинів [Архівовано 11 серпня 2016 у Wayback Machine.] // Держава та регіони: науково-виробничий журнал. — 2009.
- Кучевська С. П., Воєнні злочини у Статуті Міжнародного кримінального суду і злочини проти встановленого порядку несення військової служби у Кримінальному кодексі України: питання відповідності // Форум права. -2007. — № 3. –С.142-146
- Столярський О. В., Військові злочини як загроза миру та безпеці людства: основні концептуальні міжнародно-правові питання // Науковий вісник Херсонського державного університету. — 2014. — № 6.
- Катерина Толокольнікова, Термінологія Міжнародного гуманітарного права: найбільш поширені помилки журналістів [Архівовано 13 квітня 2016 у Wayback Machine.] // Media Sapiens, 2016
- Абакумова В. І., До проблеми імплементації Україною норм міжнародного права про військові злочини // Порівняльно-аналітичне право. — 2014. — № 6. — С. 374—376.